# Lothar Metz (Ringer)
Lothar Metz (* 16. Januar 1939 in Meerane; † 23. Januar 2021 in Rostock) war ein deutscher Ringer. Er war Olympiasieger 1968 im griechisch-römischen Stil im Mittelgewicht.

## Werdegang
Lothar Metz rang ausschließlich im griechisch-römischen Stil. Seine Stärke war der Bodenkampf, wozu er eigens neue Trainingsmethoden entwickelt hatte.
Er wuchs in Auerbach im Erzgebirge auf und kam mit 14 Jahren zum Ringen. Vorher betätigte er sich in der Leichtathletik, dem Radsport und dem Skispringen. In Auerbach, einem Ort mit jahrzehntelanger ringerischer Tradition, fand er die ersten Trainer, die ihn 1956 zum Jugendmeister der DDR führten. Er machte rasche Fortschritte und konnte sich mit 19 Jahren schon 1958 für die Weltmeisterschaften in Budapest qualifizieren. Dort belegte er mit 19 Jahren den dritten Platz und unterlag nur dem mehrfachen sowjetischen Weltmeister Giwi Kartosia und dem Dortmunder Horst Heß. 1959 wechselte er zum ASK Vorwärts Rostock, wo sich ihm beste Trainingsbedingungen und als Offizier in der Volksmarine der DDR neue berufliche Perspektiven boten. 1960 rang er erstmals bei Olympischen Spielen in der gesamtdeutschen Mannschaft. In der Qualifikation dafür hatte er sich gegen Horst Heß durchgesetzt. Sein größter Sieg im olympischen Turnier war wohl der über den sowjetischen Meister Nikolai Tschutschalow. In den Folgejahren erzielte er bei den internationalen Meisterschaften zwar immer wieder gute Ergebnisse, ein großer Sieg blieb ihm aber versagt. Meist scheiterte er an den damals sehr stark ringenden sowjetischen Athleten, wie beispielsweise Wassili Zenin, Walentin Olenik und Rimantas Bagdonas. Große Kämpfe lieferte Lothar Metz dem Türken Tevfik Kış, mehrfacher Weltmeister, dem jugoslawischen Olympiasieger Branislav Simić und dem überragenden Ringer in dieser Gewichtsklasse Waleri Resanzew aus der UdSSR. Bei den Olympischen Sommerspielen 1964 in Tokio errang Metz die Bronzemedaille. Sein großer Tag kam bei den Olympischen Spielen 1968, wo er nach erfolgreichen Kämpfen und dem Sieg über Tevfik Kış Olympiasieger wurde. Bei den Olympischen Spielen 1972 in München versuchte Lothar Metz noch einmal, es waren seine vierten Spiele, gut abzuschneiden. Er unterlag jedoch schon in den Vorkämpfen dem Türken Tari und dem Jugoslawen Josip Čorak und konnte sich nicht mehr im Vorderfeld platzieren. 
Lothar Metz musste schon sehr früh wegen eines Hörschadens pensioniert werden. Er starb wenige Tage nach seinem 82. Geburtstag.

## Ehrungen
- Ehrenbürger von Auerbach

## Internationale Erfolge
(OS = Olympische Spiele, WM = Weltmeisterschaft, EM = Europameisterschaft, Mi = Mittelgewicht, das Gewichtslimit des Mittelgewicht wurde mehrere Male geändert und lag zuletzt bei 90 kg, alle Wettkämpfe im griechisch-römischen Stil)
| Jahr | Platz  | Wettbewerb                               | Gewichtsklasse | |
| 1958 | 3.     | „Werner-Seelenbinder“-Turnier in Leipzig | Mittel         | hinter Rekow, UdSSR u. Siegried Neufang, DDR |
| 1958 | 3.     | WM in Budapest                           | Mittel         | mit Siegen über René Schiermeyer, Frankreich, Witner, Niederlande, Souminen, Finnland und Niederlagen gegen Horst Heß, Dortmund, Dimitar Dobrew, Bulgarien und Giwi Kartosia, UdSSR                          |
| 1959 | 2.     | Intern. Turnier in Greiz                 | Mittel         | hinter Per-Olov Ytterström, Schweden u. vor Siegfried Neufang |
| 1960 | Silber | OS in Rom                                | Mittel         | mit Siegen über Marciano Magnani, Italien, Raymond Schummer, Luxemburg, Russell Camilleri, USA, Nikolai Tschutschalow, UdSSR und unentschieden gegen Jiří Kormaník, Tschechoslowakei u. Ion Țăranu, Rumänien |
| 1961 | 5.     | WM in Yokohama                           | Mittel         | mit Sieg über Camilleri, unentschieden gegen Țăranu und Niederlage gegen Wassili Zenin, UdSSR |
| 1964 | Bronze | OS in Tokio                              | Mittel         | mit Siegen über Gheorghe Popovici, Rumänien, Czesław Kwieciński, Polen, Stig Persson, Schweden, Krali Bimbalow, Bulgarien und Niederlagen gegen Walentin Olenik, UdSSR u. Jiří Kormaník                      |
| 1965 | 5.     | WM in Tampere                            | Mittel         | mit Siegen über Wieser, Finnland, Pötsch, Österreich, Pinter, Ungarn und Niederlage gegen Rimantas Bagdonas, UdSSR                                                                                           |
| 1966 | 4.     | EM in Essen                              | Mittel         | mit Siegen über Cucic, Jugoslawien, Smolinski, Polen, Anatoli Kirow, UdSSR, Tsintsaroff, Bulgarien und unentsch. gegen Tevfik Kış, Türkei und Stig Persson, Schweden                                         |
| 1967 | 3.     | „Iwan-Poddubny“-Turnier in Moskau        | Mittel         | hinter Alexander Jurkewitsch u. Walentin Olenik, beide UdSSR, vor Petar Krumow, Bulgarien, Nikolai Tarasow, UdSSR u. Branislav Simić                                                                         |
| 1967 | 2.     | EM in Minsk                              | Mittel         | mit Sieg über Kosakiewitsch, Dänemark u. unentsch. gegen Tevfik Kış und Alexander Jurkewitsch, UdSSR |
| 1967 | 8.     | WM in Bukarest                           | Mittel         | mit Sieg über Jiří Kormaník u. unentschieden gegen Popovici und Branislav Simić, Jugoslawien |
| 1967 | 2.     | Vorolympische Spiele in Mexiko-Stadt     | Mittel         | hinter Alexander Yurkewitsch u. vor Zinzarow, Bulgarien u. László Sillai, Ungarn |
| 1968 | 1.     | Intern. Turnier in Zella-Mehlis          | Mittel         | vor Bertil Nyström, Schweden u. Petar Krumow |
| 1968 | 3.     | Intern. Turnier in Warschau              | Mittel         | hinter Czesław Kwieciński u. Smolinski, beide Polen |
| 1968 | 9.     | EM in Västerås                           | Mittel         | mit Siegen über Kosakiewitsch u. unentsch. gegen László Sillai, Ungarn, Nyström, Schweden und Nicolae Neguț, Rumänien                                                                                        |
| 1968 | Gold   | OS in Mexiko-Stadt                       | Mittel         | mit Siegen über Tevfik Kış, Kiraki, Japan, Baugham, USA, Överby, Norwegen, Nicolae Neguț, Rumänien, und unentsch. gegen Branislav Simić                                                                      |
| 1970 | 3.     | Turnier in Ost-Berlin                    | Mittel         | hinter Nikolow, Bulgarien u. Pantelejew, UdSSR |
| 1970 | 2.     | Klippan-Turnier                          | Mittel         | hinter Walentin Oleinik u. vor Olsson, Schweden u. Dieter Heuer, DDR |
| 1970 | 2.     | EM in Berlin                             | Mittel         | mit Siegen über Nilsson, Schweden, Philippe, Luxemburg, Josip Čorak, Jugoslawien und unentsch. gegen Waleri Resanzew, UdSSR                                                                                  |
| 1971 | 1.     | "Werner-Seelenbinder"-Turnier in Berlin  | Mittel         | vor Percsi, Ungarn u. Jürgen Heuer |
| 1971 | 3.     | WM in Sofia                              | Mittel         | mit Siegen über Perczi, Ungarn, Kowalewski, Witten, Ksroni, Libanon, Czesław Kwieciński, Polen, Baugham, USA u. Niederlagen gegen Stojan Nikolow, Bulgarien und Waleri Resanzew                              |
| 1972 | 4.     | Klippan-Turnier                          | Halbschwer     | hinter Stojan Nikolow, Bulgarien, Omar Bliadse, UdSSR u. Nicolae Neguț, Rumänien |
| 1972 | 10.    | OS in München                            | Mittel         | mit unentsch. gegen Czesław Kwieciński und Niederlagen gegen Tani, Japan und Josip Čorak |

## Meisterschaften der DDR
Die Meisterschaft der DDR im Mittelgewicht gewann Lothar Metz 1959, 1960, 1961, 1963, 1965, 1966, 1967, 1968 und im Halbschwergewicht 1971 und 1973.

## Auszeichnungen (Auswahl)
- 1960: Vaterländischer Verdienstorden in Bronze
- 1968: Vaterländischer Verdienstorden in Silber